# Hněvice (stacja kolejowa)
Hněvice – stacja kolejowa w Hněvicach, w kraju usteckim, w Czechach. Położona jest na magistrali kolejowej Praga – Děčín, na lewym brzegu Łaby, naprzeciwko miejscowości Štětí. Znajduje się na wysokości 160 m n.p.m.
Jest zarządzana przez Správę železnic. Na stacji znajdują się kasy biletowe, na których istnieje możliwość zakupu biletów na wszystkie pociągi w tym międzynarodowe oraz rezerwacji miejsc.

## Linie kolejowe
- 090 Kralupy nad Vltavou - Ústí nad Labem - Děčín